# Amazona brasiliensis
L'amazzone codarossa (Amazona brasiliensis) è un uccello della famiglia degli Psittacidi.

## Descrizione
Amazzone di taglia attorno ai 37 cm, presenta una colorazione base verde scuro, più chiara nelle parti inferiori. La testa ha fronte rossa che va sfumando verso la nuca, guance viola soffuse di azzurro, più acceso nella zona periauricolare, e viola tendente al rosato sotto il becco. Le ali hanno penne verdi con margine giallo e le remiganti secondarie hanno la punta blu-viola, mentre le remiganti primarie sono nere. La coda si presenta con timoniere rosse con la punta gialla tali da rendere la coda, quando si osserva l'animale in volo, rossa con una banda gialla terminale. L'occhio ha iride marrone e presenta un leggero anello perioftalmico grigio chiarissimo. Il becco è grigio corneo e mostra una cera scura molto poco marcata con narici evidenti. Le zampe sono grigie.

## Comportamento
L'ambiente prediletto da questo pappagallo è quello della foresta primaria di tipo amazzonico e della foresta costiera ricca di palme e mangrovie. Si sposta in gruppi dalla foresta costiera dove pernotta alla foresta primaria dove si nutre. È stata osservata spesso nelle foreste di araucaria dato che si nutre dei semi di questa pianta. Vive prevalentemente in coppie o piccoli gruppi che si uniscono per la notte; nel periodo riproduttivo le coppie fanno vita appartata. Nidificano in alberi cavi dove la femmina depone 2-3 uova che cova per circa 27-28 giorni. I piccoli escono dal nido a 8-10 settimane e restano dipendenti dai genitori per altre 6-7 settimane.

## Distribuzione
È una specie localizzata in un'area di circa 2000 km quadrati del Brasile sud-orientale, dal sud-est dello stato di San Paolo al Paranà, fino al Rio Grande a sud. Oggi in libertà il numero di individui della specie è molto esiguo, stimato tra le 3500 e le 4500 unità. Un terzo del totale delle amazzoni codarossa vive nello stato di San Paolo, suddiviso in 14 popolazioni distribuite in altrettante zone ben distinte; soltanto 3 di queste popolazioni sono collocate in habitat protetti (Area di protezione ambientale di Guaraqueçaba); tutte le altre sono in aree gravemente a rischio nelle quali le foreste sono distrutte e gli animali catturati illegalmente. Questa situazione rende molto preoccupante la situazione della specie.